# Morecambe
Morecambe este un oraș în comitatul Lancashire, regiunea North West, Anglia. Orașul se află în districtul Lancaster.

## Personalități născute aici
- Thora Hird (1911 - 2003), actriță;
- Janette Scott (n. 1938), actriță;
- Peter J. Ratcliffe (n. 1954), medic laureat cu Premiul Nobel pentru fiziologie sau medicină.

1. ↑   http://www.fallingrain.com/world/UK/H2/Morecambe.html Lipsește sau este vid: |title= (ajutor)